# Fathi Kameel
Fathi Kameel Matar Marzouq (n. Ciudad de Kuwait. Kuwait, 23 de mayo de 1955) es un exfutbolista kuwaití, que jugaba de delantero y militó solamente en un solo club de Kuwait.

## Selección nacional
Con la Selección de fútbol de Kuwait, disputó solo un partido internacional y no anotó goles. Incluso participó con la selección kuwaití, en una sola edición de la Copa Mundial. La única participación de Kameel en un mundial, fue en la edición de España 1982. donde su selección quedó eliminado, en la primera fase de la cita de España.

### Participaciones en Copas del Mundo
| Mundial                        | Sede   | Resultado    |
| ------------------------------ | ------ | ------------ |
| Copa Mundial de Fútbol de 1982 | España | Primera Fase |

## Clubes
| Club        | País   | Año         |
| ----------- | ------ | ----------- |
| Al Tadhamon | Kuwait | 1969 - 1987 |